# Mimema venturae
Mimema venturae är en svampart som beskrevs av Dianese, L.T.P. Santos, R.B. Medeiros & M. Sanchez 1994. Mimema venturae ingår i släktet Mimema och familjen Uropyxidaceae.   Inga underarter finns listade i Catalogue of Life.